# سلالة السليمانيين
السليمانيون هم سلالة من بني هاشم حكمت غرب الجزائر في الفترة من 814م إلى 922م.

## التأسيس
يرجع اسمها إلى الشريف سليمان بن عبد الله الكامل ومعروف باسم سليمان الأول، عندما غادر هو واخيه إدريس الحجاز إلى شمال إفريقيا خوفا من القتل من الخليفة العباسي ابي جعفر المنصور والتي راح ضحيتها اخيهم موسى الجون الذي حبس على يد ابي جعفر المنصور لعدم ذكره بمكان شقيقاه سليمان وإدريس، ويعتبر سليمان الأخ الصغير لإدريس الأول من المغرب.

## مصطلح السليمانييون
يطلق لقب الأشراف السليمانيون على:
- سلالة سليمان بن عبدالله الرضا بن موسى الجون بن عبد الله الكامل بالحجاز وبلاد الشام.
- سلالة سليمان بن عبد الله الكامل بشمال إفريقيا و يطلق عليهم أيضا العلويين لتمييزهم عن الأدارسة والفيلاليين.